# Velcro Fly
«Velcro Fly» (с англ. — «Липучка») — двадцать шестой сингл американской блюз-рок-группы ZZ Top, седьмой сингл альбома Afterburner, добрался до 35 места в Billboard Hot 100 и до 15 места в Top Rock Tracks.

## О песне
Сингл записывался в 1985 году в ходе работы над альбомом Afterburner. На этом альбоме группа достигла апогея в своём приближении к поп-року: обильное использование синтезаторов, «пластиковый» звук драм-машины, танцевальные мелодии. Velcro Fly вызвала положительные отзывы критиков, так Роберт Кристгау выделил эту песню в альбоме среди прочих, сказав: «В том случае, если вы думаете, что они потеряли своё чувство юмора, есть новая танцулька под названием Velcro Fly». Текст песни характерно двусмысленный. Так, строчки «Так классно, когда ты это крепко сжимаешь, а когда ты достигаешь конца, делай это снова и снова» равновероятно могут относиться как собственно к застёжке, так и к известному сексуальному процессу.
Песня продолжает цикл песен группы, посвящённых «простым» вещам (Cheap Sunglasses, TV Dinners и др.)
Музыкально песня несколько необычна для группы. Типично она описывается как «чудаковатая», «насыщенный клавишами похабный фриковый электрофанк», «полноценный танцевальный синтезаторный галлюциноген». На клавишных в песне сыграл Дасти Хилл («может, когда хочет» по словам Билли Гиббонса).
Песня упоминается в романе Стивена Кинга Бесплодные земли, где по сюжету барабанный ритм песни используется жителями пост-апокалиптического города Луда как военный марш.
На песню был снят видеоклип, в котором снялась Пола Абдул.

## Сторона «Б»
На стандартном 7" сингле вторую сторону занимала песня «Woke Up with Wood», на 12" макси-сингле содержались расширенная и урезанная версии «Velcro Fly» и та же «Woke Up with Wood». В Великобритании на одном из выпусков 7" сингла находилась песня «Can’t Stop Rockin’». Сингл также был выпущен промосинглом.

## Чарты
| Чарт (1986)                           | Позиция |
| ------------------------------------- | ------- |
| UK Singles Chart                      | 54      |
| U.S. Billboard Hot 100                | 35      |
| U.S. Billboard Hot Dance Club Play    | 43      |
| U.S. Billboard Mainstream Rock Tracks | 15      |

## Участники записи
- Билли Гиббонс — гитара
- Дасти Хилл — вокал, бас-гитара, клавишные
- Фрэнк Бирд — ударные, перкуссия

Технический состав
- Билл Хэм — продюсер